# Кобаясі Юдзо
Юдзо Кобаясі (яп. 小林 祐三, нар. 15 листопада 1985, Токіо) — японський футболіст, захисник клубу «Саган Тосу».
Виступав, зокрема, за клуби «Касіва Рейсол» та «Йокогама Ф. Марінос», а також молодіжну збірну Японії.

## Клубна кар'єра
Народився 15 листопада 1985 року в місті Токіо. Вихованець футбольної команди вищої школи Сідзуока Гакуен.
У дорослому футболі дебютував 2004 року виступами за команду клубу «Касіва Рейсол», в якій провів сім сезонів, взявши участь у 183 матчах чемпіонату.  Більшість часу, проведеного у складі «Касіва Рейсол», був основним гравцем захисту команди.
Своєю грою за цю команду привернув увагу представників тренерського штабу клубу «Йокогама Ф. Марінос», до складу якого приєднався 2011 року. Відіграв за команду з Йокогами наступні шість сезонів своєї ігрової кар'єри. Граючи у складі «Йокогама Ф. Марінос» також здебільшого виходив на поле в основному складі команди.
До складу клубу «Саган Тосу» приєднався 2017 року. Станом на кінець 2017 року відіграв за команду з Тосу 19 матчів в національному чемпіонаті.

## Виступи за збірну
2005 року залучався до складу молодіжної збірної Японії.  У її складі був учасником молодіжного чемпіонату світу 2005 року. На молодіжному рівні зіграв у 4 офіційних матчах.

## Досягнення
- Володар Кубка Імператора (1):

«Йокогама Ф. Марінос»: 2013